# 最快圈速
最快圈速是賽車運動在一場比賽中最快的一圈。
在一級方程式賽車中，直到1960年度賽事，获得最快圈速的車手會得1分（此项规则在2019年起恢复），米高·舒麥加保持至今的紀錄為77次最快圈速，現役車手路易斯·咸美頓以67次排在其後。自2007年起，赛季中拥有最多次最快圈速记录的F1车手将被授奖。
其他大獎賽，最快圈速的車手或車隊也會獲得獎勵積分，如A1GP汽車大獎賽、電動方程式和二级方程式锦标赛（皆為1分）。
在1976年之前，於世界摩托車錦標賽中跑出最快圈速的車手及所屬車隊可獲1分積分，現今則已取消。在世界摩托車錦標賽各級賽事（包括50cc、80cc、125cc、250cc、350cc、500cc；Moto3、Moto2、MotoGP級）之中，賈科莫阿戈斯蒂尼目前保持的記錄為117次最快圈速。

## 一級方程式賽車最快圈速首十名車手
主條目：一級方程式賽車最快單圈車手列表
以下資料更新至2024年
（現役車手以粗體顯示）
| 排名 | 車手              | 最快圈速總數 |
| ---- | ----------------- | ------------ |
| 1    | 迈克尔·舒马赫     | 77           |
| 2    | 路易斯·咸美頓     | 67           |
| 3    | 奇米·雷克南       | 46           |
| 4    | 阿蘭·保魯斯       | 41           |
| 5    | 塞巴斯蒂安·維特爾 | 38           |
| 6    | 馬克斯·維斯塔潘   | 33           |
| 7    | 奈杰尔·曼塞尔     | 30           |
| 8    | 吉姆·克拉克       | 28           |
| 9    | 費爾南多·阿隆索   | 26           |
| 10   | 米卡·海基寧       | 25           |

## 世界摩托車錦標賽最快圈速首十名車手
以下資料更新至2024年
（現役車手以粗體顯示）
| 排名 | 車手             | 最快圈速總數 |
| ---- | ---------------- | ------------ |
| 1    | 賈科莫阿戈斯蒂尼 | 117          |
| 2    | 瓦伦蒂诺·罗西    | 96           |
| 3    | 安赫涅托         | 81           |
| 4    | 麥克·黑爾伍德    | 79           |
| 5    | 馬克·馬爾克斯    | 75           |
| 6    | 丹尼·佩卓薩      | 64           |
| 7    | 米克·杜漢        | 46           |
| 8    | 馬克思·比亞吉    | 42           |
| 9    | 荷黑·羅倫佐      | 37           |
| 10   | 菲爾·里德        | 36           |